# Batalla naval de Santiago de Cuba
La batalla naval de Santiago de Cuba tuvo lugar el 3 de julio de 1898 a la salida de la bahía de Santiago de Cuba durante la guerra hispano-estadounidense.

Ha llegado el momento solemne de lanzarse a la pelea. Así nos lo exige el sagrado nombre de España y el honor de su bandera gloriosa. He querido que asistáis conmigo a esta cita con el enemigo, luciendo el uniforme de gala. Sé que os extraña esta orden, porque es impropia en combate, pero es la ropa que vestimos los marinos de España en las grandes solemnidades, y no creo que haya momento mas solemne en la vida de un soldado que aquel en que se muere por la Patria. El enemigo codicia nuestros viejos y gloriosos cascos. Para ello ha enviado contra nosotros todo el poderío de su joven escuadra. Pero sólo las astillas de nuestras naves podrá tomar, y sólo podrá arrebatarnos nuestras armas cuando, cadáveres ya, flotemos sobre estas aguas, que han sido y son de España. ¡Hijos míos! El enemigo nos aventaja en fuerzas, pero no nos iguala en valor. ¡Clavad las banderas y ni un solo navío prisionero! Dotación de mi escuadra: ¡Viva siempre España! ¡Zafarrancho de combate, y que el Señor acoja nuestras almas!
Locución del Almirante Cervera antes del combate

## Antecedentes
En 1898 Estados Unidos ordenó a su flota del Pacífico que se dirigiera a Hong Kong e hiciera allí ejercicios de tiro hasta que recibiera la orden de dirigirse a las Filipinas y a la Isla de Guam. Tres meses antes se había decretado un bloqueo naval a la isla de Cuba sin que mediara declaración de guerra alguna.
El 15 de febrero explotó en el puerto de La Habana el acorazado Maine de Estados Unidos, que se encontraba en Cuba en una visita no anunciada previamente. La explosión, cuyas causas fueron objeto de controversia y de dos investigaciones separadas, llevadas a cabo por los gobiernos de España y de Estados Unidos, se produjo cuando parte de sus oficiales se encontraban en tierra en una fiesta ofrecida por los españoles, causando la muerte de 254 marinos y dos oficiales. Estados Unidos acusó a España de la explosión y de inmediato declaró la guerra con efectos retroactivos al comienzo del bloqueo. Las tropas de Estados Unidos rápidamente arribaron a Cuba.
El 1 de mayo la flota del pacífico de Estados Unidos se enfrentó en batalla naval a la flota española de Filipinas. En aquel momento en España muy pocos creían que un país como Estados Unidos, que nunca había librado una guerra fuera de sus fronteras, pudiese atacar y derrotar a la Armada española, en otros tiempos considerada una de las mejores del mundo, a pesar de que Estados Unidos tenía la experiencia militar reciente de la Guerra de Secesión, en donde ya se dieron varias batallas navales. A pesar de la creencia en España sobre una supuesta superioridad naval, la escuadra española de Filipinas fue totalmente destruida en el llamado Desastre de Cavite.
La noche del 2 al 3 de junio, los estadounidenses fracasaron al intentar bloquear la entrada a la bahía de Santiago hundiendo en ella el barco de vapor USS Merrimac, que fue avistado por las baterías costeras, el "Vizcaya", el Reina Mercedes y el Plutón. Lograron primero dejarlo a la deriva tras dispararlo de forma intensa y posteriormente hundirlo con torpedos antes de que bloquease el canal. Posteriormente rescataron a los supervivientes.

## Prolegómenos

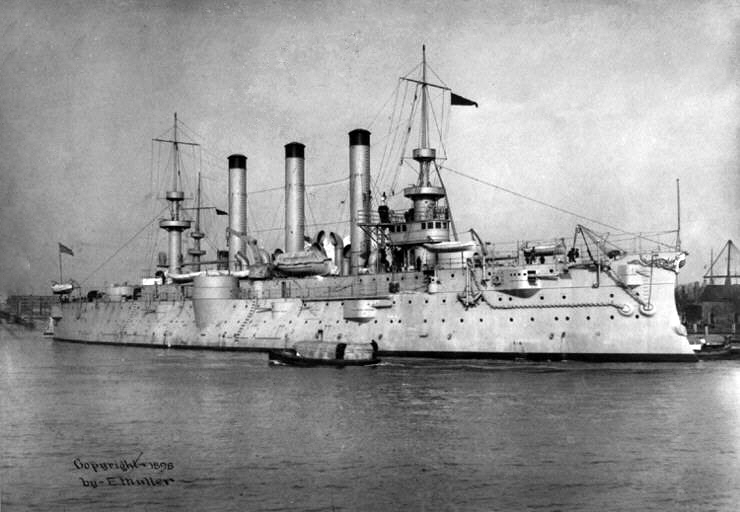
El acorazado estadounidense USS Brooklyn en 1898.

El gobierno de España decidió enviar a Cuba otra flota de la Armada, bastante similar a la recientemente perdida en Filipinas, en la batalla de Cavite, al mando del almirante Pascual Cervera y Topete. La escuadra zarpó el 29 de abril. Estados Unidos, por su parte envió dos flotas a Cuba. En conjunto, ambas flotas eran claramente superiores militarmente a la española. Sin embargo, tenían la prohibición de enfrentarse por separado a la escuadra española.
Pese a las soflamas lanzadas por la prensa española y el ánimo exaltado de la clase política, que unánimemente esperaba una aplastante victoria militar frente a Estados Unidos, el almirante Cervera era plenamente consciente de que se enfrentarían a un enemigo claramente superior, con el consiguiente sacrificio inútil de las fuerzas navales españolas y las vidas de cientos de hombres. Antes de zarpar, Cervera escribió una carta a su hermano en la que, entre otras cosas, le decía: «Vamos a un sacrificio tan estéril como inútil; y si en él muero, como parece seguro, cuida de mi mujer y de mis hijos».
A su llegada a Cuba, la flota española permaneció en la bahía de Santiago evitando el combate en mar abierto contra las flotas estadounidenses. Era un lugar aparentemente seguro, pues al enemigo le resultaba casi imposible entrar, pero del que resultaría muy difícil salir si la escuadra estadounidense establecía un bloqueo. Cervera estaba convencido de la imposibilidad de su escuadra de mantener un enfrentamiento directo con los estadounidenses, dada la manifiesta inferioridad y disminuida operatividad de sus barcos salvo los destructores y torpederos, muy eficaces por su velocidad y por el uso de torpedos.
El capitán de navío Fernando Villaamil, jefe de la escuadrilla de destructores —y considerado un auténtico especialista en este tipo de barcos, diseñados por él mismo—, propuso realizar incursiones rápidas con sus ágiles y veloces destructores, atacando puertos de la costa este de Estados Unidos (Nueva Orleans, Miami, Charleston, Nueva York o Boston) para forzar así a gran parte de la escuadra estadounidense a volver para defender sus propias costas. De este modo, se habrían igualado las fuerzas navales de ambos contendientes en Cuba. En la postura de Villaamil pesó el conocimiento de que el puerto de Nueva York carecía prácticamente de defensas militares, hecho que hizo notar en su libro Viaje de circunnavegación de la corbeta Nautilus. De una u otra forma, estos planes no fueron ejecutados, tal vez por la oposición del almirante Cervera, que optó por que todos los buques permaneciesen en puerto, o bien porque Cervera o los dirigentes políticos o militares temían que un ataque a la costa estadounidense provocara un ataque de represalia estadounidense en la costa peninsular española, las islas Canarias, las islas Baleares o el pequeño imperio colonial español en África o incluso la pérdida de más territorios.[cita requerida]

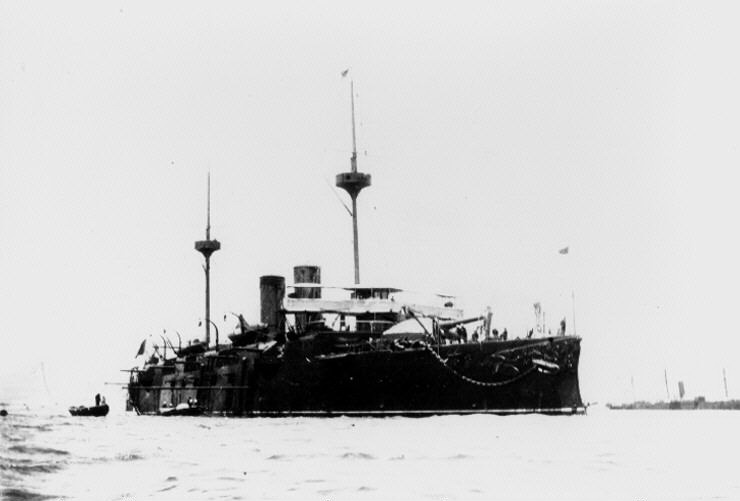
El Infanta María Teresa cerca de la isla de São Vicente, Cabo Verde.

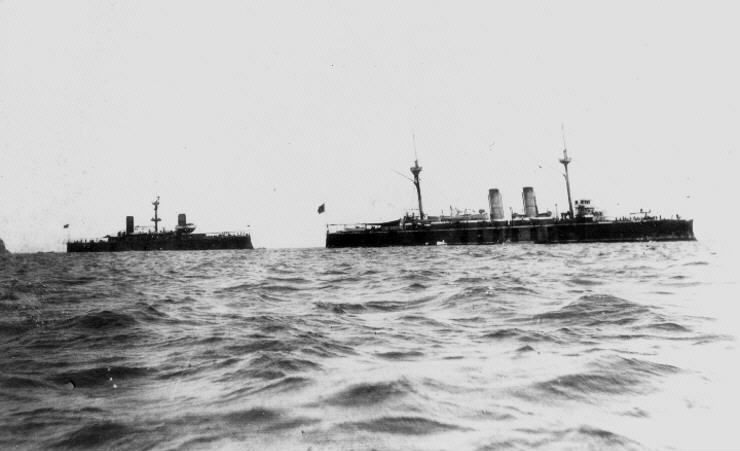
El Cristóbal Colón (izquierda) y el Vizcaya.

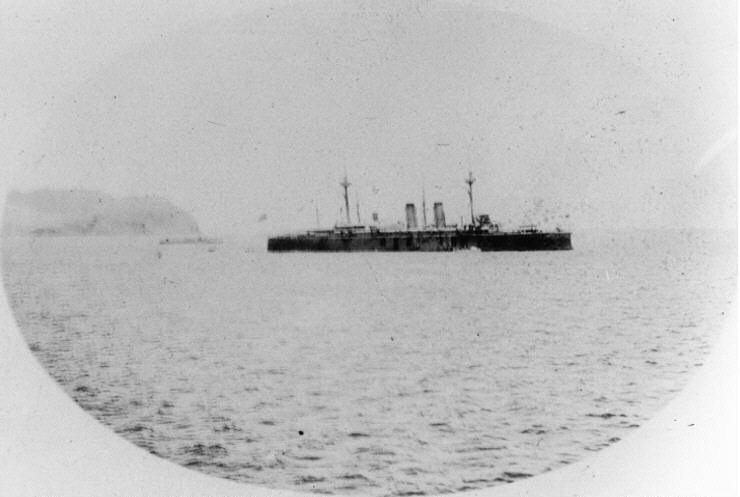
El Almirante Oquendo cerca de São Vicente a mediados de abril de 1898.

La escuadra estadounidense arribó el 19 de mayo al puerto de Santiago de Cuba. El 25 de mayo, Cervera envió un telegrama al ministro de Marina en estos términos: «Estamos bloqueados. Califiqué de desastrosa la venida para los intereses de la Patria. Los hechos empiezan a darme la razón. Con la desproporción de fuerzas, es imposible ninguna acción eficaz. Tenemos víveres para un mes». La escuadra del almirante Cervera permanecía bloqueada en el puerto de Santiago, sometida a todo tipo de presiones por los dirigentes de Madrid para que presentara batalla a la escuadra estadounidense del almirante Sampson. Sin embargo, Cervera se resistía a salir de la seguridad del puerto. La flota estadounidense permanecía fuera del puerto esperando la salida de los buques españoles. Por las noches siempre había dos buques estadounidenses vigilando e iluminando con sus proyectores la bocana de salida sin que las baterías de costa pudiesen molestarlos.
El jefe de Estado Mayor de la escuadra de Cervera, el capitán de navío Joaquín Bustamante, propuso al almirante una salida nocturna escalonada para evitar la pérdida total de la escuadra, pero al igual que la propuesta de Villaamil, la idea fue desestimada. Desde el 19 de mayo hasta el 3 de julio de 1898, fecha en que tuvo lugar el combate naval, la escuadra española colaboró con el Ejército de Tierra defendiendo Santiago, y hubo un intenso cruce de telegramas entre Santiago, La Habana y Madrid acerca de cómo proceder a la vista del desarrollo de las operaciones militares en tierra y el bloqueo naval por la escuadra del almirante Sampson.
En esta situación de bloqueo, Fernando Villaamil realizó una nueva propuesta, consistente en  lanzar un ataque nocturno por sorpresa con torpedos con los dos destructores que le quedaban (el Terror había sufrido averías antes de llegar a Santiago de Cuba, por lo que regresó a Puerto Rico). Pero su idea fue nuevamente desestimada.
Los estadounidenses trataron de encerrar la escuadra de Cervera provocando el hundimiento del vapor Merrimac, cargado de carbón y con un cinturón de jarras llenas de pólvora que se harían explotar en el momento oportuno. Se presentaron siete voluntarios para esta arriesgada misión. El teniente de Ingenieros Richmond Pearson Hobson y seis hombres. El buque fue descubierto por los centinelas y el fuego comenzó de inmediato desde la batería de Punta Gorda, mientras que al mismo tiempo, se dispararon dos torpedos desde los cazatorpederos, provocando el hundimiento del navío sin que llegaran a detonar las jarras de pólvora. El barco quedó hundido cerca de Cayo Smith y la entrada de Santiago continuó libre. El teniente Hobson y sus hombres fueron rescatados del mar en una balsa volcada y a la deriva, y hechos prisioneros de guerra y tratados por Cervera con gran caballerosidad y humanidad.
El día 2 de julio de 1898 el capitán general Ramón Blanco ordenó desde La Habana a Cervera abandonar el puerto de Santiago ante la inminente ocupación de la ciudad por las fuerzas terrestres estadounidenses y el consiguiente peligro de captura de los barcos y la proximidad de la temporada de huracanes, que comienza en agosto, lo que obligaría a alejarse y buscar puerto a la escuadra norteamericana. Cervera, convencido de la imposibilidad de lograrlo y de que el intento constituiría un verdadero suicidio, escribió al ministro de Marina D. Segismundo Bermejo: «Con la conciencia tranquila voy al sacrificio, sin explicarme ese voto unánime de los generales de Marina que significa la desaprobación y censura de mis opiniones, lo cual implica la necesidad de que cualquiera de ellos me hubiera relevado».

## La batalla

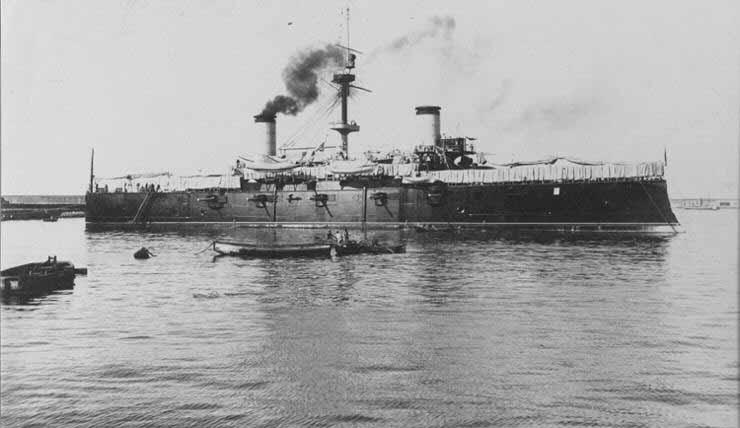
El Crucero acorazado Cristóbal Colón fue enviado a la guerra sin su artillería principal.

Por diversas razones, en la madrugada del 3 de julio algunas unidades estadounidenses habían abandonado su posición de bloqueo (el acorazado Massachusetts se encontraba en la bahía de Guantánamo repostando carbón de uno de los barcos de apoyo allí anclados; asimismo el crucero New York se había alejado de la línea de bloqueo para recoger al almirante Sampson y transportarlo a la costa a petición del general Shafter, comandante de las fuerzas terrestres estadounidenses, para analizar la situación de dichas fuerzas y el posible apoyo que los barcos de Sampson podrían prestarle en el asalto a la ciudad de Santiago, dada la difícil situación en la que se encontraban —tal era esta que incluso se planteó la posibilidad de retirar las tropas si no aflojaba la oposición española—, por lo que la escuadra española compuesta por un crucero acorazado (Cristóbal Colón) sin su armamento principal colocado, tres cruceros protegidos (Infanta María Teresa, Vizcaya y Almirante Oquendo, los tres de la misma clase) y dos modernos destructores contratorpederos (Plutón y Furor, de la clase Furor ambos) se enfrentaban a cuatro acorazados modernos (USS Texas, similar al Maine, USS Iowa, USS Indiana y USS Oregon, estos dos últimos de la misma clase), dos nuevos cruceros acorazados (USS Brooklyn y USS New York; este último regresó justo a tiempo para participar en el final de la batalla), un cañonero (USS Ericsson) y tres cruceros auxiliares (USS Gloucester, USS Resolute y USS Vixen; el primero fue anteriormente el yate de J. P. Morgan conocido como Corsair, el segundo era un mercante reconvertido, y el tercero, un yate armado que fue propiedad del financiero Peter Arrell Brown Widener).
Cervera, convencido de su inferioridad, decidió salir a las 9,30 horas de la mañana del día, el 3 de julio, navegando hacia el oeste y pegado a la costa para salvar el mayor número de vidas posibles. La decisión del almirante de partir para el combate con luz diurna se fundamentó en su preocupación por la seguridad de sus barcos. Esta decisión era, militarmente hablando, la peor de todas las posibles, pues probablemente una salida nocturna o en un día de mal tiempo hubiese evitado la destrucción total de la flota. Además, la estrechez del canal de salida del puerto obligó a los barcos a navegar uno tras otro.
Cuando salieron los buques españoles Sampson se encontraba todavía en tierra y solo estuvo presente al final de la batalla, por lo que la flota estadounidense fue dirigida por el comodoro Schley. Sampson había decidido utilizar el USS New York para desplazarse a su entrevista con Shafter, en vez de utilizar una lancha auxiliar en esa calmada mañana. Esto privó a la flota estadounidense durante casi toda la batalla de uno de sus dos buques más rápidos. Hasta el regreso de Sampson, casi al final del combate, la flota estadounidense fue dirigida por Schley, embarcado en el USS Brooklyn.
Siguiendo las órdenes especificadas por Cervera, los buques españoles salieron en orden decreciente de tamaño y potencia de fuego. Así, la escuadra española salió de puerto encabezada por el buque insignia Infanta María Teresa, en el cual se encontraba embarcado el  propio Cervera. Los barcos dejaron el puerto a intervalos demasiado largos y siguiendo todos la misma ruta.
Cervera dirigió su buque insignia hacia el buque estadounidense más cercano, el Brooklyn. Al observarlo el comodoro Schley, que se encontraba a bordo, hizo que este diera media vuelta y se alejara para evitar un hipotético intento de espoloneamiento. Al comprobar que el Infanta María Teresa no intentaba dicha maniobra, sino huir, ordenó al Brooklyn regresar a la posición original, momento en el cual estuvo a punto de colisionar con el Texas. Ambos buques estadounidenses pudieron rodear y cañonear a la vez al Infanta María Teresa, que fue atacado en desigual batalla de un único buque contra casi toda una escuadra.

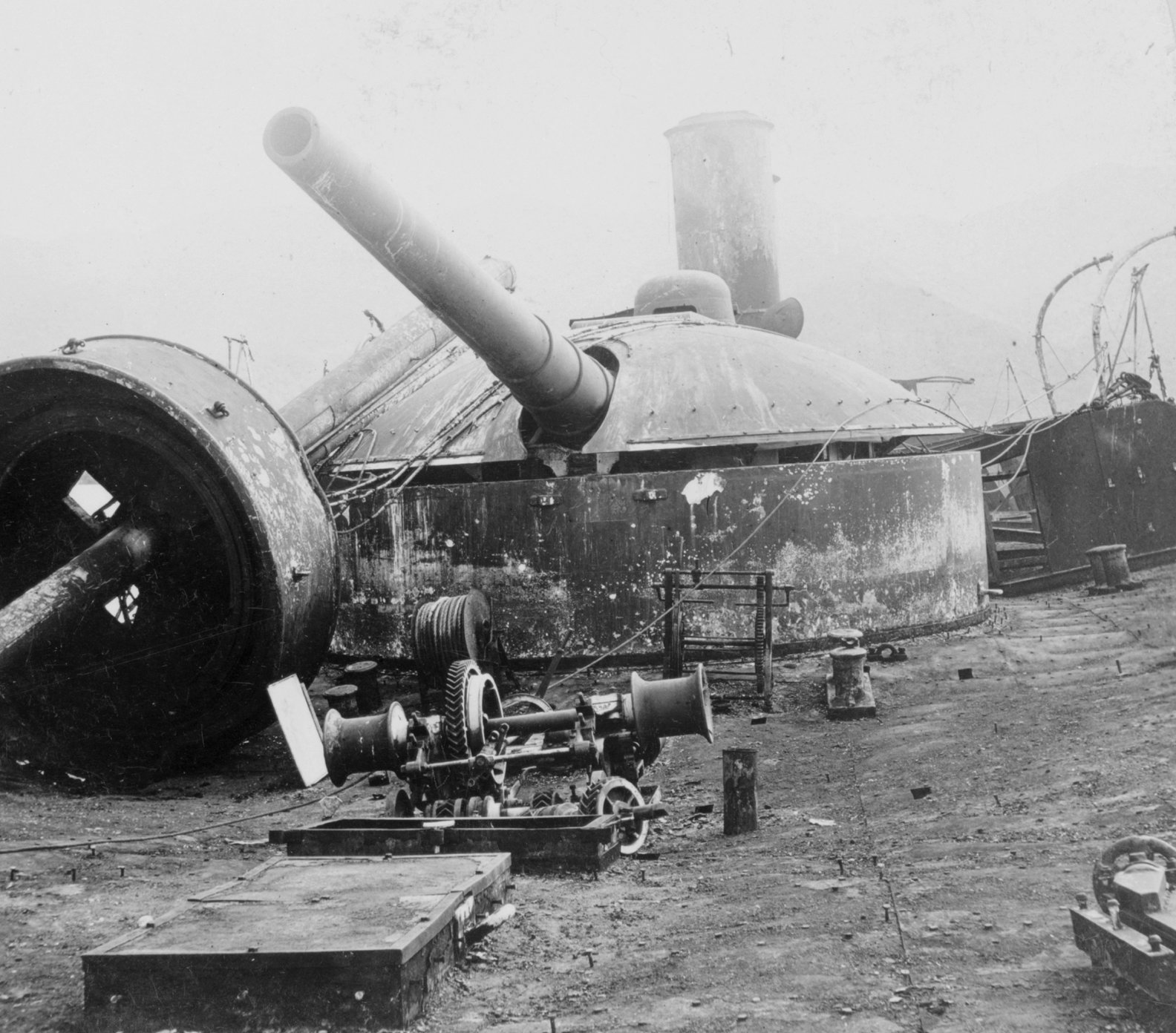
Daños en la parte posterior del Vizcaya.

Al Infanta María Teresa lo siguieron en la salida el Vizcaya y el Cristóbal Colón, que se alejaron intercambiando disparos a larga distancia. Por ello, el fuego de la toda flota estadounidense se centró sobre el siguiente buque en salir: el Almirante Oquendo. Los últimos barcos en abandonar el puerto fueron los pequeños y rápidos destructores de Villaamil, Furor y Plutón, que sufrieron importantes daños en poco tiempo; con su pequeña artillería poco pudieron hacer contra el enemigo. El Plutón se hundió rápidamente. A bordo del Furor, murió Villaamil intentando subir a la torreta del cañón de proa para disparar contra los estadounidenses. Una vez liquidados los destructores, la escuadra estadounidense persiguió al Vizcaya hasta dejarlo también fuera de combate.
El Cristóbal Colón, la unidad más rápida y moderna de la flota española, se alejaba a toda máquina. Y hubiera quizá escapado si no se le hubiera agotado el carbón inglés de alta calidad, por lo que debió proseguir viaje con carbón cubano, de menor poder calorífico. Esto le hizo perder sustancialmente velocidad y la ventaja obtenida hasta el momento. Pese a que no recibió grandes daños gracias a su blindaje, su comandante, al ver que no podía escapar, decidió embarrancarlo. Los estadounidense pensaron que la actitud del Cristóbal Colón de huir sin siquiera combatir era debida a la cobardía, y solo después de la batalla supieron que el barco no tenía instalados todavía su artillería principal u otros armamentos y por lo tanto poco podía hacer.
Todos los grandes cruceros, tras ser alcanzados por el fuego enemigo, aguantaron suficiente tiempo a flote como para ser embarrancados cerca de la costa sin hundirse, por lo que todos sus mandos y muchos de sus oficiales y marineros sobrevivieron a la batalla. Por el contrario, los pequeños destructores sufrieron daños más graves. Además de Villaamil, el militar de mayor graduación fallecido en la batalla, murió la práctica totalidad de sus tripulantes. El cadáver de Fernando Villaamil nunca fue recuperado.

## Consecuencias

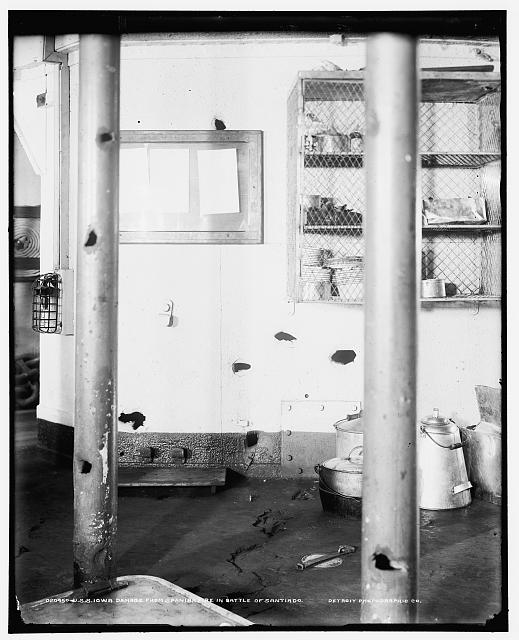
Daños en el interior del USS Iowa tras la batalla.

Al final de la batalla, solo el contratorpedero Plutón había sido hundido directamente por los disparos enemigos, mientras que el resto de los buques españoles seriamente dañados por el fuego enemigo fueron embarrancados por sus capitanes. Los cañones españoles causaron pequeños daños en los buques estadounidense Brooklyn, Oregon, Texas, Indiana e Iowa. Los estudios posteriores a la batalla revelaron que ambas escuadras habían intercambiado un fuego impreciso.
Los datos más fiables sobre las víctimas reseñan un marinero estadounidense muerto y dos heridos leves frente a 343 muertos, 151 heridos y 1890 prisioneros españoles. El almirante Cervera fue hecho prisionero. Peor suerte corrió el capitán de navío Fernando Villaamil, que resultó muerto en combate a bordo del Furor. El capitán de navío Joaquín Bustamante no participó en la batalla, pues había desembarcado al mando de las columnas de desembarco, resultó herido en la batalla de las Colinas de San Juan, cerca de Santiago de Cuba, y falleció pocos días después.
| Barco                | Tripulación | Muertos antes del combate naval | Muertos durante el combate | Muertos a bordo del USS Harvard | Muertos en EE. UU. | Total de muertos | Supervivientes |
| -------------------- | ----------- | ------------------------------- | -------------------------- | ------------------------------- | ------------------ | ---------------- | -------------- |
| Infanta María Teresa | 568         | 2                               | 78                         | 4                               | 3                  | 87               | 481            |
| Almirante Oquendo    | 498         | 0                               | 95                         | 12                              | 19                 | 126              | 372            |
| Vizcaya              | 498         | 0                               | 68                         | 0                               | 8                  | 76               | 422            |
| Cristóbal Colón      | 527         | 0                               | 7                          | 4                               | 10                 | 21               | 506            |
| Furor                | 65          | 0                               | 16                         | 0                               | 1                  | 17               | 48             |
| Plutón               | 76          | 1                               | 15                         | 0                               | 0                  | 16               | 60             |
| Total                | 2232        | 3                               | 279                        | 20                              | 41                 | 343              | 1889           |

Tras la guerra, Cervera tuvo que soportar la iniciación de un procedimiento contra él y sus oficiales supervivientes, el cual, tras el clamor popular y las voces que se pronunciaron a su favor desde el exterior, dio como resultado el sobreseimiento de la causa y la restitución del honor del almirante.

## Conclusiones

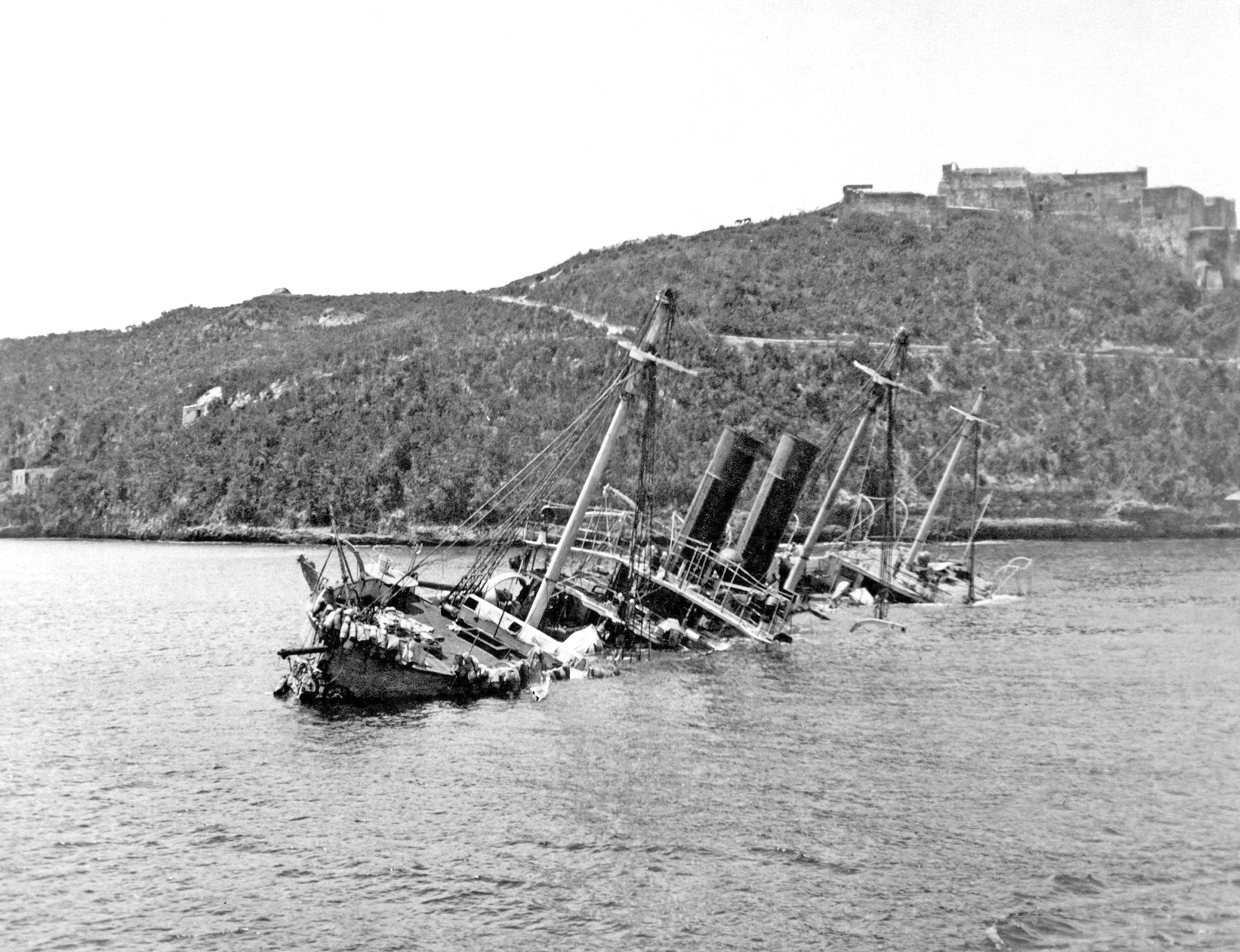
El crucero Reina Mercedes, hundido por su propia tripulación al día siguiente de esta batalla para bloquear el acceso al puerto de Santiago de Cuba.

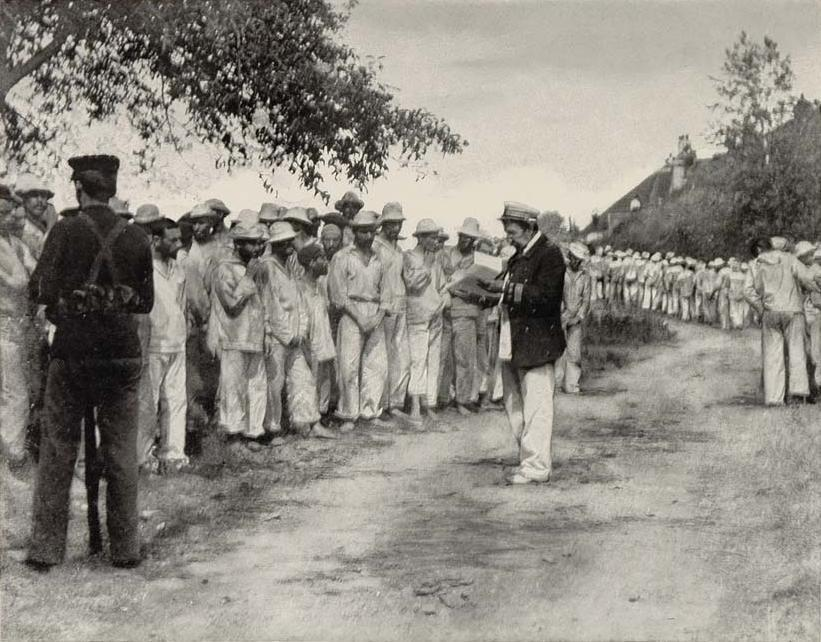
Prisioneros de guerra españoles en Seavey's Island, Portsmouth, Nuevo Hampshire, Estados Unidos.

La escuadra española fue enviada a una guerra perdida de antemano por unos dirigentes políticos que conocían la superioridad del enemigo, pero optaron por no enfrentarse a una población que había sido convencida del triunfo por una prensa irresponsable y sensacionalista, y que no habría permitido que el ejército no actuara ante un ataque contra el territorio nacional (Cuba no era considerada una colonia, sino una provincia más del país; pero tanto legalmente como de hecho era administrada como una colonia). El almirante Cervera y sus subordinados estaban resignados a ir a una guerra perdida en la que probablemente morirían.
Cervera y sus superiores mantenían posturas enfrentadas sobre la forma en que se debía actuar. Cervera acató siempre las órdenes recibidas, pero lo hizo a regañadientes, en el último momento y mostrando su disconformidad. La decisión de Cervera de salir de Santiago a pleno día y pegado a la costa solo se explica desde el punto de vista humanitario, para tratar de minimizar el número de víctimas en la batalla, lo cual confirma que Cervera daba por perdida la batalla antes de iniciarla.
Esta forma de pensar coincide con su decisión inicial de evitar enfrentarse a la escuadra estadounidense y esperar resguardado en el puerto, lo que resultó indudablemente erróneo y contraproducente, pues de todos modos tuvo que acabar enfrentándose a la flota estadounidense y en una situación infinitamente más desventajosa que en una batalla en mar abierto, pues sus buques tuvieron que salir del puerto y presentar batalla de uno en uno. El puerto de Santiago era aparentemente un buen refugio, pues ofrecía protección a la flota frente a un ataque de fuerzas navales, pero por esas mismas características resultó una ratonera para la flota española.
Las presiones que Cervera recibió de los dirigentes desde Madrid pudieron deberse a que estos preferían una derrota naval antes que ver los buques españoles capturados intactos y exhibidos como trofeos de guerra por los norteamericanos, en tal caso esa "estrategia" -dejando de lado la moralidad de enviar a centenares de marineros a una muerte segura- fue efectiva ya que ninguno de los 6 buques españoles pudo ser reflotado con éxito por los estadounidenses[cita requerida]. Lo intentaron con el Cristóbal Colón y el Infanta María Teresa pero fracasaron, y el resto de naufragios fueron declarados como pérdida total por los daños sufridos en la batalla.
Aunque hay que reconocer que las fuerzas navales españolas eran notablemente inferiores a las estadounidenses, Cervera fue incapaz de idear una estrategia militar coherente y estructurada. Antes de que la flota estadounidense bloqueara el puerto de Santiago, el capitán de navío Fernando Villaamil había propuesto realizar acciones ofensivas para hacer replegarse al enemigo y conseguir un mayor equilibrio de fuerzas. Una vez que se produjo el bloqueo, el también capitán de navío Joaquín Bustamante había propuesto una salida nocturna escalonada, y Fernando Villaamil realizó una nueva propuesta para lanzar un ataque nocturno por sorpresa con torpedos con los dos destructores que le quedaban. Pero las tres propuestas fueron desestimadas por Cervera.
Además, otras decisiones de Cervera fueron probablemente erróneas: la distancia entre un barco y otro al salir fue excesiva, y resulta bastante discutible si el orden de salida elegido fue el más adecuado. Pese a los esfuerzos de Villaamil, la utilización que hizo Cervera de los destructores fue manifiestamente incorrecta.